# Scythis
Scythis (лат. , от др.-греч. Σκῠθίς «скифянка») — род жесткокрылых из семейства чернотелок.

## Описание
Передний край наличника посредине прямо обрублен или слабовыемчатый.

## Систематика
В составе рода:
- Scythis macrocephala (Tauscher, 1812)